# Spectraalmaat
In de functionaalanalyse, een deelgebied van de wiskunde, is een spectraalmaat een afbeelding, die bepaalde deelverzamelingen van een geselecteerde verzameling aan orthogonale projecties van een Hilbertruimte toewijst. Spectraalmaten worden gebruikt om de resultaten in de spectraaltheorie van lineaire operatoren, zoals bijvoorbeeld de spectraalstelling voor normale operatoren, te formuleren. Daarnaast wordt het begrip, evenwel met een andere betekenis, in de stochastiek gebruikt.